# ألبي لوبيز
ألبي لوبيز (بالإنجليزية: Albie Lopez)‏ هو لاعب كرة قاعدة أمريكي، ولد في 18 أغسطس 1971 في ميسا في الولايات المتحدة.

## وصلات خارجية
- ألبي لوبيز على موقعبيزبول رفرنس.كوم (الدوري الرئيسي) (الإنجليزية)
- ألبي لوبيز على موقع مشجعي الرسوم البيانية (الإنجليزية)